# Linus Eklöf
Linus Eklöf (ur. 3 marca 1989 w Eskilstunie) – szwedzki żużlowiec.
Srebrny medalista indywidualnych mistrzostw Szwecji młodzików (2004). Srebrny medalista młodzieżowych indywidualnych mistrzostw Szwecji (2010).
Złoty medalista drużynowych mistrzostw Europy juniorów (Rawicz 2008). Brązowy medalista drużynowych mistrzostw świata juniorów (Gorzów Wielkopolski 2009). Finalista indywidualnych mistrzostw Europy juniorów (Stralsund 2008 – VIII miejsce).
W lidze brytyjskiej reprezentant klubów z King’s Lynn (2009–2010), Peterborough (2010), Berwick (2011), Belle Vue (2011–2012), Leicester (2012) i Poole (2012). W lidze polskiej startował w barwach klubów: Start Gniezno (2007–2009), Orzeł Łódź (2010) oraz Polonia Bydgoszcz (2017).
Pok koniec sezonu 2021 zakończył czynną karierę sportową.